# 鐵拳無敵孫中山
鐵拳無敵孫中山為一網路集體創作的惡搞人物。將中華民國之國父孫中山化身為武俠人物，以香港漫畫的旁白敘事形式寫成的文章，重新演繹中華民國歷史以及典故。
初見於1992年在香港上映的《家有囍事》電影中，當時常歡（周星馳飾）欺騙何里玉（張曼玉飾）說他自己只穿內褲的造型是模仿《南拳北腿孫中山》的續集《醉拳甘迺迪》。1993年，香港知名樂團溫拿五虎為了紀念成軍，以團員拍攝一部民國歷史片《廣東五虎之鐵拳無敵孫中山》，劇情中在拼湊密函過程裡，主角們將密函拼錯成「小心鐵拳無敵孫中山」，對孫中山小心戒備，在片尾將孫中山揍了一頓。但票房反應不佳，片名中的「鐵拳無敵孫中山」反而成為話題。

## 武功
- 鐵沙神拳
- 天魔神功
- 蒼天之拳
- 穿心彈腿
- 紫禁皇掌

## 小說版
鐵拳無敵孫中山一詞在香港出現時，也是台灣出現香港漫畫熱潮之時。2000年，黃玉郎旗下的天子傳奇連載至第四部「大唐威龍」，由於作品賣座，各式討論以及同人文章紛紛出籠。而天子傳奇是以每個朝代的開國君主，都擁有絕世武功來平定天下作為發想，又因為天子傳奇劇情以歷史演義為藍本，於是有人以教科書中照本宣科的清末革命作為題材，寫出一篇篇近現代武俠故事，幾鍾意甚至惡搞當代的政治人物，作為對聯考壓力的抒發。
由於三民主義是臺灣昔日大學聯考的必修科目，有學生就把課程的內容改寫成一套套武功，而孫中山亦由一個文弱書生，變成一位身負驚世絕學的真命天子，並在BBS連線版上流傳，被各大站台轉載。

### 版本
本作品集體創作，版本與設定都不統一，並列如下
- 三回合版（潛入兩廣總督府）
- 序篇版（戊戌變法）
- 中篇章（片段式敘史，部分參考天子傳奇劇情）
- 天子傳奇民國風雲（主角名為孫逸仙，師承洪秀全）

### 故事人物
- 清末民初四大高手
  - 鐵拳無敵孫中山，武功天下第一
  - 洪憲帝王袁世凱
  - 穿林北腿蔣中正，孫中山首徒
  - 混世魔王毛澤東
- 其他人物
  - 垂簾屠龍老佛爺慈禧太后，屠龍師太逆徒
  - 大內高手李蓮英，死於孫中山拳下
  - 飲冰主人梁啟超（徒弟徐志摩）
  - 絕世琴魔黃興，被大內五大高手所殺
  - 太平天王洪秀全，孫中山授業恩師
  - 一步蓮華蔣經國（自古留傳蔣經國沒死就好了）
  - 密宗伏魔尊者康德黎（在倫敦蒙難記事件中救出孫逸仙）
  - 辜湯生（即辜鴻銘）
- 無出場人物
  - 虯髯客虎嘯皇拳傳人：三拳分力孟德斯鳩
  - 逆練如來神掌希特勒（由納粹的逆卐字發想）
- 東西方天子系譜
  - 東方：姬發－嬴政－劉邦－李世民－趙匡胤－朱元璋－洪秀全（部分參考天子傳奇系列）
  - 西方：摩西－參孫－耶穌－亞瑟王－理查一世－阿克巴－洪秀全（網友自創）

### 武功心法
- 網友自創武功部分
  - 五拳憲法：（參看五權憲法）：行正拳、靂法拳、絲髮拳、烤世拳、奸鍘拳
  - 五拳現法 ─ 形正‧力發‧思法‧靠勢‧兼察
  - 三明主義（光技）：（參看三民主義）：明拳（攻擊）、明足（輕功）、明身（內功）
  - 三冥主義（影技）：冥遊‧冥至‧冥想（心法）
  - 明拳出步-輕功（參看民權初步）
  - 劍國大綱-劍法（參看建國大綱）
  - 建國大罡-護身罡氣，比媲少林金鐘罩十二關威力
  - 天國神訣（參考十誡）：
    - 十方靈動 [光]
    - 十面楚歌 [影]
    - 一暴十寒 [水]
    - 十風凌雲 [風]
    - 十字分金 [電]
    - 十萬火急 [火]
    - 十嶺峰高 [土]（參看星期）
    - 十指浩繁 [亂]
    - 十來運轉 [卸]
    - 十破天驚 [聚]
    - 魔鬼神經(的黎波里)

- 參考武功部分
  - 如來神掌（參考同名香港漫畫）
  - 紫雷神功（紫雷刀法，參考天子傳奇3項羽武功）
  - 鈾光球－轟毀廣島、長崎（參考龍虎五世雷烈武功）
  - 天魔功（參考天子傳奇）
  - 渾天寶鑑（參考天子傳奇）
  - 化骨綿掌（參考鹿鼎記）
  - 六神訣（參考天子傳奇、龍虎五世）

## 漫畫版
在經歷數年的港漫文潮後，「鐵拳無敵孫中山」暫時沉寂，07年適逢黃玉郎旗下書系中的神兵玄奇推出新刊神兵玄奇F，編劇鍾英偉善用網路上的同人創作加以發揮，第一回即有身穿白色中山裝的「鐵拳無敵孫中山」於倫敦清朝駐英公使館登場，並施展出「虎嘯皇拳」將清兵擊退，使得孫中山得以順利逃離公使館。然而「鐵拳無敵孫中山」是由神兵玄奇主角南宮先生假扮，孫中山仍是一介書生。

## 类似作品
- 《吸血鬼猎人林肯》
- 《魁！！男塾》的人物外傳《天下無雙─江田島平八傳》中，毛澤東為拳法高手。

## 外部連結
- 鐵拳無敵孫中山風靡網路 （页面存档备份，存于）